# 독립 (확률론)
확률론에서 두 사건이 독립(獨立, 영어: independent)이라는 것은, 한 사건이 일어날 확률이 다른 사건이 일어날 확률에 영향을 미치지 않는다는 것을 의미한다. 예를 들어서, 주사위를 두 번 던지는 경우 첫 번째에 1이 나오는 사건은 두 번째에 1이 나오는 사건에 독립적이다. 이 밖에도 다양한 독립의 개념이 존재한다. 특히 통계학에서 통계적 독립(statistically independent) 또는 독립성(independence)이라고도 한다.

## 정의

### 독립 사건 집합
확률 공간 {\displaystyle (\Omega ,{\mathcal {F}},\Pr )} 위의 사건들의 집합 {\displaystyle {\mathcal {S}}\subset {\mathcal {F}}}가 다음 조건을 만족시킨다면, {\displaystyle {\mathcal {S}}}가 서로 독립이라고 한다.
- 모든 유한 집합 {\displaystyle \{S_{1},\dots ,S_{n}\}\subset {\mathcal {S}}}에 대하여,
{\displaystyle \Pr(S_{1}\cap S_{2}\cap \cdots \cap S_{n})=\Pr(S_{1})\Pr(S_{2})\cdots \Pr(S_{n})}

### 독립 사건 시그마 대수 집합
확률 공간 {\displaystyle (\Omega ,{\mathcal {F}},\Pr )} 위의, {\displaystyle {\mathcal {F}}}의 부분 시그마 대수들의 집합 {\displaystyle {\mathfrak {G}}\subset {\mathcal {P}}({\mathcal {F}})}이 다음 성질을 만족시킬 경우, {\displaystyle {\mathfrak {G}}}가 서로 독립이라고 한다.
- 모든 유한 집합 {\displaystyle \{{\mathcal {G}}_{1},\dots ,{\mathcal {G}}_{n}\}\subset {\mathfrak {G}}} 및 {\displaystyle S_{i}\in {\mathcal {G}}_{i}} ({\displaystyle i=1,\dots ,n})에 대하여, {\displaystyle \textstyle \Pr(\bigcap _{i=1}^{n}S_{i})=\prod _{i=1}^{n}\Pr(S_{i})}

사건의 집합 {\displaystyle {\mathcal {S}}\in {\mathcal {F}}}에 대하여, 다음 두 명제가 서로 동치이다.
- {\displaystyle {\mathcal {S}}}는 사건의 집합으로서 서로 독립이다.
- {\displaystyle \{\sigma (S)\colon S\in {\mathcal {S}}\}}는 시그마 대수의 집합로서 서로 독립이다. 여기서 {\displaystyle \sigma (S)=\{\varnothing ,S,\Omega \setminus S,\Omega \}}는 {\displaystyle S}를 포함하는 가장 작은 시그마 대수이다.

### 독립 확률 변수 집합
같은 확률 공간 위에 정의된 (공역이 다를 수 있는) 확률 변수의 집합
{\displaystyle X_{i}\colon (\Omega ,{\mathcal {F}},\Pr )\to (S_{i},{\mathcal {G}}_{i})\qquad (i\in I)}
에 대하여, 시그마 대수
{\displaystyle {\mathcal {F}}_{i}=\{X_{i}^{-1}(T)\colon T\in {\mathcal {G}}_{i}\}\subset {\mathcal {F}}}
를 정의할 수 있다. 만약 {\displaystyle \{{\mathcal {F}}_{i}\}_{i\in I}}가 시그마 대수의 집합으로서 서로 독립일 경우, 확률 변수의 집합 {\displaystyle \{X_{i}\}_{i\in I}}이 서로 독립이라고 한다.

## 성질
확률 공간 {\displaystyle (\Omega ,{\mathcal {F}},\Pr )} 위의 π계의 집합 {\displaystyle {\mathfrak {P}}\subset {\mathcal {P}}({\mathcal {F}})}에 대하여, 다음 두 조건이 서로 동치이다.
- {\displaystyle \{\sigma ({\mathcal {P}})\colon {\mathcal {P}}\in {\mathfrak {P}}\}}는 서로 독립이다.
- 모든 유한 집합 {\displaystyle \{{\mathcal {P}}_{1},\dots ,{\mathcal {P}}_{n}\}\subset {\mathfrak {P}}} 및 {\displaystyle S_{i}\in {\mathcal {P}}_{i}} ({\displaystyle i=1,\dots ,n})에 대하여, {\displaystyle \textstyle \Pr(\bigcap _{i=1}^{n}S_{i})=\prod _{i=1}^{n}\Pr(S_{i})}

확률 공간 {\displaystyle (\Omega ,{\mathcal {F}},\Pr )} 위의 시그마 대수의 집합 {\displaystyle {\mathfrak {G}}\subset {\mathcal {P}}({\mathcal {F}})} 및 {\displaystyle {\mathfrak {G}}}의 분할 {\displaystyle \{{\mathfrak {G}}_{i}\}_{i\in I}}에 대하여, 만약 {\displaystyle {\mathfrak {G}}}가 서로 독립이라면,
{\displaystyle \left\{\sigma \left(\bigcup {\mathfrak {G}}_{i}\right)\colon i\in I\right\}}
역시 서로 독립이다.

## 같이 보기
- 동분산성
- 정규성